# 不服
| ウィキペディアには「不服」という見出しの百科事典記事はありません（タイトルに「不服」を含むページの一覧/「不服」で始まるページの一覧）。 代わりにウィクショナリーのページ「不服」が役に立つかもしれません。 |